# Моноптер (храм)
Моноптер (на старогръцки ὁ μονόπτερος, от μόνος (монос) – само, единствено, самостоятелно; и πτερόν (птерон) – „крило“) е кръгла сграда с колони, която според съвременната употреба (за разлика от толос) няма цела – затворено вътрешно помещение. В гръцката и особено римската античност терминът можел да се използва и за толос.

## Античност
В древността моноптерите са служили като вид навес за култово изображение. Пример за това е паметникът на Лизикрат в Атина, на който обаче пространствата между колоните са били зазидани още в древността. Храмът на Рим и Август в атинския Акропол е моноптерос от римско време със свободни пространства между колоните.

## Ново време
По време на барока и класицизма моноптерът като храм на музите е популярен мотив за тип сграда във френските барокови градини и английските градини. Моноптерът е представен и в германския парков пейзаж, въпреки че понякога има само четири до осем колони. По-голям брой колони са малко по-рядко срещани. Моноптерът в Английската градина в Мюнхен и храмът в „Хайнс парк“ в Хамбург са добре известни примери. Някои фонтани в паркове и балнеолечебни курорти имат вид на моноптер. Някои моноптери са снабдени със стафажи, като например портик, които са поставен пред моноптера. Те от своя страна имат само декоративна функция, тъй като тяхното наличие не е абсолютно необходимо, за да се получи достъп до храма, който е отворен от всички страни.
Много моноптери биват обозначени като ротонда поради кръговата хоризонтална проекция на сградата. Трябва да се отбележи обаче, че някои моноптери имат четириъгълни или многоъгълни хоризонтални проекции, които следователно не бива да се наричат ротонди. Примери за това са храмът на музите с музата Калиопа в парка на Дворец Тифурт, който има шестоъгълен план на пода, и храмът на Амур на квадратна хоризонтална проекция в градината на Двореца за удоволствия Шарнхаузен.

## Изображения
- Моноптер в градините на двореца Ойтин в Шлезвиг-Холщайн (от К. Ф. Хансен, 1796 г.)
- „Храмът на слънцето“ в дворцовата градина в гр. Байройт
- Моноптер в градината на замъка Пьокщайн в Щрасбург (Каринтия)
- Моноптер в Английската градина в Мюнхен
- Моноптер на възвишението Нероберг във Висбаден
- Храм в бароковата част на парка на дворец Нойстрелиц в Мекленбург-Предна Померания
- Храм с чешма в курортен парк в Бад Вилбел край Франкфурт на Майн
- „Закусвателен павилион“ в Касел
- Моноптер в градините Хохенхайм на към университета в Хохенхайм, построен през 2001 г.
- Моноптер в парка на дворец Хьоенрид на брега на езерото Щарнберг в Бернрид ам Щарнбергер зе, Бавария
- Моноптер в парка Бюсинг в Офенбах на Майн
- Моноптер в гр. Винтербах в Баден-Вюртемберг, построен през 2019 г.

|  | Тази страница частично или изцяло представлява превод на страницата Monopteros (Tempel) в Уикипедия на немски. Оригиналният текст, както и този превод, са защитени от Лиценза „Криейтив Комънс – Признание – Споделяне на споделеното“, а за съдържание, създадено преди юни 2009 година – от Лиценза за свободна документация на ГНУ. Прегледайте историята на редакциите на оригиналната страница, както и на преводната страница, за да видите списъка на съавторите. ВАЖНО: Този шаблон се отнася единствено до авторските права върху съдържанието на статията. Добавянето му не отменя изискването да се посочват конкретни източници на твърденията, които да бъдат благонадеждни. |